# Dugong
Dugong (lat. Dugong dugon) - veliki morski sisavac, jedan od četiri živih vrsta iz reda sirena. To je jedini živi predstavnik nekad različitih vrsta iz porodice Dugongidae. Njegov najbliži suvremeni srodnik je Stellerova morska krava (lat. Hydrodamalis gigas) istrijebljena u 18. stoljeću. 
To je ujedno jedini predstavnik roda sirena, koji obitava u vodama barem 37 zemalja širom Indo-Pacifika, iako većina dugonga žive u sjevernim vodama Australije između Zaljeva morskih pasa i Zaljeva Moreton.
Kao i sve moderne vrste sirena, dugong ima fusiformno tijelo bez leđne peraje ili stražnjih nogu. Dugong u velikoj mjeri ovisi o morskim travama, kojima se hrani te je stoga ograničen na obalna staništa, gdje rastu morske trave, a najviše se javljaju u širokim, plitkim, zaštićenim područjima, kao što su: uvale, šume mangrova i strane velikih obalnih otoka. Njegova njuška prilagođena je za ispašu travu.
Dugong se lovi već tisućama godina zbog mesa i ulja. Mnoge populacije su blizu izumiranja. IUCN navodi, da je dugong ugrožena vrsta, kojoj prijeti izumiranje, a Konvencija o međunarodnoj trgovini ugroženim vrstama ograničuje ili zabranjuje trgovinu proizvodima od dugonga. Unatoč tome što je zakonom zaštićena vrsta u mnogim zemljama, ugrožava ga čovjek lovom i uništavanjem staništa. Ima dugi životni vijeku od 70 godina ili više i sporu stopu reprodukcije.

## Vanjske poveznice
|  | Zajednički poslužitelj ima stranicu o temi Dugong dugon    |
|  | Zajednički poslužitelj ima još gradiva o temi Dugong dugon |
|  | Wikivrste imaju podatke o taksonu Dugong dugon             |